# 亜湖
亜湖（あこ、1958年〈昭和33年〉4月12日 - ）は日本の女優。本名は大野 亜子（旧姓、中村）。旧芸名に中村 亜子、中村 亜湖。特技はバレエ。富士企画所属。

## 来歴・人物
東京都渋谷区出身。青葉学園高等学校卒業。
中学生の時に劇団若草に入団。寺山修司に見出され、高校3年生の時から『演劇実験室天井桟敷』の公演に出演するようになる。
主演した映画『星空のマリオネット』で大胆でみずみずしい肢体を披露し、確かな演技力が評価され、山口百恵と共演したテレビドラマ『人はそれをスキャンダルという』で演じたヒロインの異母妹という難役を演じ、世間的な認知度を獲得した。
以後、テレビドラマや映画、舞台に多数出演するようになった。
中でも日活ロマンポルノに数多く主演、助演し、どことなく陰のある魔性の女とはつらつとした今時の女の子と硬軟演じ分け、好評を得ていた。
1980年、映画『桃尻娘』などの好演により第1回ヨコハマ映画祭助演女優賞受賞。
1990年ごろまで映画に出演し、その後健康不安のため活動を休止せざるをえなくなったが、2009年に復活し、ネットで募った若い仲間達とともに『イメージ集団  エロース』を結成し、一人芝居などに挑戦している。
父は東宝オーケストラなどで活躍した指揮者の中村兼藤。

## 出演

### 映画
- 星空のマリオネット（1978年、ATG）
- 桃尻娘（ピンク・ヒップ・ガール（1978年、日活）
- オリオンの殺意より 情事の方程式（1978年、日活）
- トラック野郎・突撃一番星（1978年、東映）
- 団鬼六 薔薇の肉体（1978年、日活）
- トラック野郎・一番星北へ帰る（1978年、東映）
- 青春 PARTII（1979年、ATG）
- 赫い髪の女（1979年、にっかつ）
- 桃尻娘 ラブアタック（1979年、にっかつ）
- 関白宣言（1979年、東宝）
- 夢一族 ザ・らいばる（1979年、東映）
- トラック野郎・熱風5000キロ（1979年、東映）
- 濡れた週末（1979年、にっかつ）
- 桃尻娘 プロポーズ大作戦（1980年、にっかつ）
- ハードスキャンダル 性の漂流者（1980年、にっかつ）
- さらば、わが友 実録大物死刑囚たち（1980年、東映）
- 海潮音（1980年、ATG）
- 土佐の一本釣り（1980年、松竹）
- ええじゃないか（1981年、松竹）
- 俺とあいつの物語（1981年、松竹）
- 女子大生の基礎知識 ANO ANO（1981年、にっかつ）
- 蔵の中（1981年、東映）
- おんな6丁目 蜜の味（1982年、東映）
- 蜜月（1984年、ATG）
- ときめきに死す（1984年、にっかつ）
- 不純な関係（1984年、にっかつ）
- 極道の妻たちII（1987年、東映）
- 待ち濡れた女（1987年、にっかつ）
- メイク・アップ（1987年、ニュー・センチュリー・プロデューサーズ）
- 親鸞 白い道（1987年、松竹）
- 出張（1989年、URBAN21）
- おあずけ（1990年、フォーユークリエイティブ）
- 十六歳のマリンブルー（1990年、パル企画）
- 夢のまにまに（2008年、パル企画）
- 明日にかける橋 1989年の想い出（2018年、青空映画舎）
- こどもしょくどう（2019年、パル企画）
- メグライオン（2020年、リバートップ）
- ロボット修理人のAi（愛）（2021年）

### テレビドラマ
- 日本沈没 第22話「折れ曲がる、日本列島」（1974年、TBS） - 石黒サチ子
- 人はそれをスキャンダルという（1978年、TBS）
- 日曜恐怖シリーズII 第5話「江利教授の怪奇な情熱」（1979年、KTV）
- 探偵物語 第6話「失踪者の影」（1979年、NTV） - 木下礼子
- 駆け込みビル7号室 第8話「標的を撃ち落せ! 恋の代償は高かった」（1979年、CX） - 小島アサミ
- 修羅の旅して（1979年10月28日、NHK） - 加納アキ子
- Ｇメン'75　第189話「危機一髪! お年玉爆弾カメラ」（1979年、TBS）−　斉藤（忠男の姉・ヌードモデル）
- 風神の門（1980年、NHK） - 梅ヶ枝
- 西部警察（ANB）
  - 第28話「横浜ベイ・ブルース」（1980年） - 宮下ユミ
  - 第71話「燃える罠からの脱出」（1981年） - 川辺マリ子
  - 第84話「危険な女」（1981年） - 北川由紀
- 火曜サスペンス劇場（NTV）
  - 10万分の1の偶然（1981年）
  - 愛と野望の虚像（1987年）
  - 浅見光彦ミステリー2 天城峠殺人事件（1987年）
  - 女検事・霞夕子4 美しき容疑者（1987年）
  - 窓の女（1989年）
  - ミスティガール紅子 殺人者は二度ノックする（1989年）
  - 名無しの探偵7 愛の幻影（1990年）
- 探偵同盟 第8話「悪ガキはプロフェッショナル」（1981年、CX）
- 警視庁殺人課 第8話「空中に舞う3億円」（1981年、ANB）
- プロハンター 第10話「手錠のままの追跡」（1981年、NTV / セントラル・アーツ）
- ザ・サスペンス（TBS）
  - 越後路殺人事件（1982年）
  - 還らざる海（1983年）
- 朝の連続テレビ小説 / ハイカラさん（1982年、NHK）
- 西部警察 PART-II 第16話「追撃」（1982年、ANB） - 沢田順子
- 銀河テレビ小説 / 宵待草（1983年、NHK） - ちどり
- 早春スケッチブック（1983年、CX） - 衣笠真弓
- 暁に斬る! 第25話「悪魔にさらした白い肌」（1983年、KTV）
- 月曜ドラマランド（CX）
  - 長谷川町子のいじわる看護婦（1983年）
  - 純ちゃんの奥さまは魔女（1984年）
- あとは寝るだけ（1983年、ANB）
- ドラマ人間模様 / 新 夢千代日記（1984年、NHK） - 矢部君子
- うちの子にかぎって… 第1シリーズ 第4話「まさか!うちの親にかぎって」（1984年、TBS） - 高木朗子
- 親戚たち（1985年、CX）
- ザ・ハングマンV 第19話「ニセ者ハングマンが現れた!」（1986年、ABC） - 島田(酒井)香織
- 水曜ドラマスペシャル / 恋物語（1986年、TBS）
- 特捜最前線 第493話「二人の女・重複した殺意! 」（1986年、ANB）
- ドラマ23 / 殺したい女（1988年、TBS）
- はぐれ刑事純情派 第1シリーズ 第22話「複顔写真の男」（1988年、ANB）
- ビートたけしの浅草キッド・青春奮闘編（1988年、ANB）
- 土曜ワイド劇場 （ANB）
  - 女弁護士 朝吹里矢子10 軽井沢、白と黒の同窓会!（1988年）
  - 女医花橋澪子の事件カルテ（1998年）
- 京都サスペンス / 灯籠踊りのアリバイ（1988年、KTV / 映像京都）
- 邪魔してゴメン!(1989年-1990年、TBS)
- 優しい関係（1990年、CBC）
- 世にも奇妙な物語 / 不眠症（1991年、CX）

### その他の番組
- 一枚の写真（CX）

### CM
- 『アサヒ　ミニ樽CM』(アサヒビール 1980年)[6]

### 舞台
- 草迷宮
- 夢千代日記
- 奴婢訓
- 犬神
- 沈黙の書
- あゝ野麦峠
- タバコと水中毒
- ガラスの動物園[7]